# Lophoblatta bromelicola
Lophoblatta bromelicola är en kackerlacksart som beskrevs av Guilherme A.M.Lopes och de Oliveira 2003. Lophoblatta bromelicola ingår i släktet Lophoblatta och familjen småkackerlackor. Inga underarter finns listade i Catalogue of Life.